# Ajs Nigrutin
Vladan Aksentijević (Beograd, 12. kolovoza 1977.), poznatiji kao Ajs Nigrutin, srpski je reper.
Pjesme su mu uglavnom pune humora vezanih za seks, drogu, alkohol itd. Posebnu humorističnost pjesmama začinjava šatrovačkim govorom.
Poznat je pod raznim nadimcima, ali je također vrlo poznat i kao član hip-hop trojca Bad Copy i kao samostalni izvođač. Visok je oko 2 metra i zbog toga je postao slavoljubljivim igračem košarke. Njegov je uzor američki reper Redman. Prije nego što je posvetio puno radno vrijeme glazbi, radio je četiri godine kao majstor zvuka na Radiju SKC. 2008. bio je član srpskog reality showa Veliki Brat (Big Brother).

## Diskografija

### kao članBad Copyja
- 1996.: Orbod Mebej
- 2003.: Sve sami hedovi
- 2006.: Najgori do sada
- 2013.: Krigle

### kao član43zla
- 2004.: Sve same barabe

### Samostalni albumi
- 2002.: Nigrutinski rečeno
- 2005.: Štrokavi pazuh
- 2008.: Kajmak i katran
- 2009.: Fujznem Džigili (s Bvanom)
- 2015.: Apunktura govneta
- 2022.: Kad Goveda utihnu (s Smokijem)
- 2024.: Ti si Ajs Nigrutin

U njegovim pjesmama često se pojavljuju gosti (Moskri, Mikri Maus, Eufrat, Seven, Bvana, Edo Maajka, Smoke Mardeljano, ...). Također, Ajs Nigrutin gostuje u njihovim pjesmama.

## Vanjske poveznice
- Diskografija
- LastFM stranica
- MySpace stranica
- Ajs Nigrutin daje izjavu za B92  Arhivirana inačica izvorne stranice od 5. studenoga 2008. (Wayback Machine)